# Цимлянский чёрный
Цимлянский чёрный — аборигенный (автохтонный) технический (винный) донской сорт чёрного винограда, который используется для производства столовых вин, в частности игристых цимлянских вин. Также применяется в качестве материала для купажирования, для декоративных целей в качестве средства озеленения. Культивируется только на Дону в смеси с сортом Плечистик. 
Посадки сосредоточены в основном в Цимлянском районе Ростовской области. Плечистик (равно как и красностоп золотовский) служит не только опылителем цимлянского чёрного, но и составной частью купажа оригинального букета цимлянских вин. Об истории последних см. статью цимлянское вино.
Цимлянский чёрный по морфологическим признакам относится к эколого-географической группе сортов винограда бассейна Чёрного моря. Генетически не демонстрирует родства с известными европейскими сортами, что может быть свидетельством того, что он был отобран непосредственного из дикого винограда. В Государственный реестр СССР был внесен в 1959 году. 